# 長戸 (新潟市)
長戸（ながと）は、新潟県新潟市北区の町字。郵便番号は950-3345。

## 概要
1927年（昭和2年）から現在の大字。阿賀野川下流右岸に位置する。
もとは1889年（明治22年）に長戸呂新田から分離した長戸呂新田の内字川原毛。1889年（明治22年）から1927年（昭和2年）まで亀浦村および長浦村の大字長戸呂新田と称した。

### 隣接する町字
北から東回り順に、以下の町字と隣接する。
- 上土地亀
- 浦木
- 長戸呂
- 大瀬柳
- 下土地亀

## 歴史
- 1889年（明治22年）4月1日 : 合併により亀浦村の大字となる。
- 1901年（明治34年）11月1日 : 合併により長浦村の大字となる。
- 1927年（昭和2年） : 長戸呂新田から長戸に改称する。
- 1959年（昭和34年）7月22日 : 合併により豊栄町の大字となる。
- 1970年（昭和45年）11月1日 : 市制の施行により豊栄市の大字となる。
- 2005年（平成17年）3月21日 : 合併により新潟市の大字となる。
- 2007年（平成19年）4月1日 : 新潟市の政令指定都市移行により、北区の大字となる。

## 世帯数と人口
2018年（平成30年）1月31日現在の世帯数と人口は以下の通りである。
| 大字 | 世帯数 | 人口  |
| ---- | ------ | ----- |
| 長戸 | 36世帯 | 112人 |

## 小・中学校の学区
市立小・中学校に通う場合、学区は以下の通りとなる。
| 番地 | 小学校             | 中学校             |
| ---- | ------------------ | ------------------ |
| 全域 | 新潟市立葛塚小学校 | 新潟市立光晴中学校 |